# Tour de France 2007/10. Etappe
|                                    |                       |                         |  |
| Ergebnis der 10. Etappe            |                       |                         |  |
| Etappensieger                      | Cédric Vasseur        | 5:20:24 h (42,978 km/h) |  |
| Zweiter                            | Sandy Casar           | gl. Zeit                |  |
| Dritter                            | Michael Albasini      | gl. Zeit                |  |
| Vierter                            | Patrice Halgand       | gl. Zeit                |  |
| Fünfter                            | Jens Voigt            | gl. Zeit                |  |
| Sechster                           | Staf Scheirlinckx     | + 0:36 min              |  |
| Siebter                            | Paolo Bossoni         | gl. Zeit                |  |
| Achter                             | Marcus Burghardt      | + 1:01 min              |  |
| Neunter                            | Aljaksandr Kuschynski | + 2:34 min              |  |
| Zehnter                            | Juan Antonio Flecha   | gl. Zeit                |  |
| Kämpferischster Fahrer             | Patrice Halgand       | Patrice Halgand         |  |
| Zwischenstände nach der 10. Etappe |                       |                         |  |
| Gelbes Trikot                      | Michael Rasmussen     | 49:23:48 h              |  |
| Zweiter                            | Alejandro Valverde    | + 2:35 min              |  |
| Dritter                            | Iban Mayo             | + 2:39 min              |  |
| Grünes Trikot                      | Tom Boonen            | 160 P.                  |  |
| Zweiter                            | Erik Zabel            | 144 P.                  |  |
| Dritter                            | Robert Hunter         | 114 P.                  |  |
| Gepunktetes Trikot                 | Michael Rasmussen     | 98 P.                   |  |
| Zweiter                            | Mauricio Soler        | 79 P.                   |  |
| Dritter                            | Jaroslaw Popowytsch   | 70 P.                   |  |
| Weißes Trikot                      | Alberto Contador      | 49:26:56 h              |  |
| Zweiter                            | Linus Gerdemann       | + 3:37 min              |  |
| Dritter                            | Mauricio Soler        | + 3:41 min              |  |
| Teamwertung                        | Team CSC              | 148:20:49 h             |  |
| Zweiter                            | Caisse d’Epargne      | + 5:02 min              |  |
| Dritter                            | Discovery Channel     | + 5:08 min              |  |

Die 10. Etappe der Tour de France 2007 am 18. Juli war 229,5 Kilometer lang und führte die Fahrer von Tallard südwärts durch die südöstliche Region Provence-Alpes-Côte d’Azur, im Einzelnen durch die Départements Hautes-Alpes, Alpes-de-Haute-Provence, Var und Bouches-du-Rhône, nach Marseille. Die Stadt am Mittelmeer war zum 33. Mal Etappenort der Tour. Die sechste Flachetappe war das zweitlängste Teilstück der Tour und wies insgesamt vier Bergwertungen der dritten und vierten Kategorie auf.
Nach den schweren Etappen in den Alpen versuchten bereits frühzeitig einige Fahrer sich vom Hauptfeld zu lösen und auf einen Sieg aus einer Ausreißergruppe heraus zu spekulieren. So setzte sich zu Beginn eine Sechsergruppe an die Rennspitze, in der Simon Gerrans, Claudio Corioni, Manuel Quinziato, Anthony Charteau, Andrij Hrywko und Philippe Gilbert fuhren. Sie konnten sich jedoch innerhalb der ersten Rennstunde, die mit einem Stundenmittel von 48,3 km/h absolviert wurde, nie mehr als 50 Sekunden vom Feld absetzen und wurden bei Rennkilometer 37 wieder vom Peloton gestellt.
In der Folge des Zusammenschlusses attackierten erneut einige Fahrer, die sich vorerst aber nicht lösen konnten. Erst Marcus Burghardt gelang es sich an der ersten Bergwertung nach 57 gefahrenen Kilometern abzusetzen. Er baute seinen Vorsprung schnell auf 1:40 Minuten aus, ehe sich hinter ihm eine zehnköpfige Verfolgergruppe, bestehend aus Andrij Hrywko, Jens Voigt, Juan Antonio Flecha, Patrice Halgand, Cédric Vasseur, Sandy Casar, Michael Albasini, Staf Scheirlinckx, Aljaksandr Kuschynski und Paolo Bossoni, formierte. Die Gruppe schloss bei Rennkilometer 80 zu Burghardt auf, womit dann elf Fahrer an der Spitze lagen. Nachdem sie ihren Vorsprung bis etwa 100 Kilometer vor dem Ziel auf elf Minuten ausgebaut hatten, begann das Hauptfeld den Rückstand zunächst leicht zu verringern, ehe er sich im Bereich von zehn bis elf Minuten einpendelte und konstant blieb.
Mitten im Anstieg der dritten Bergwertung, 32 Kilometer vor dem Ziel, testete Voigt mit einer erheblichen Tempoverschärfung erstmals seine Konkurrenten, brach den Versuch jedoch ab, nachdem er keine deutliche Selektion herbeiführen konnte. Wenig später attackierte Halgand und setzte sich zunächst mit Albasini und Casar am Hinterrad ab. Dahinter formierten sich Burghardt, Voigt, Vasseur und Scheirlinckx zu einer Gruppe, die den Kulminationspunkt mit zehn Sekunden Rückstand auf die Führungsgruppe erreichte. Auf der Abfahrt schlossen Vasseur und Voigt zu den Führenden auf und vergrößerten die Gruppe auf fünf Fahrer. Burghardt und Scheirlinckx fielen hingegen in eine zurückliegende Dreiergruppe zurück. In der letzten Steigung attackierte Halgand erneut und konnte damit zunächst Casar abschütteln, der sich, nachdem er seinen Rhythmus gefunden hatte, wieder herankämpfte. Die nächste Attacke, diesmal wieder von Voigt, folgte vier Kilometer vor dem Ziel, brachte jedoch keine Entscheidung. Einen Kilometer später versuchte es erstmals Vasseur und daraufhin Halgand. Trotz der Attacken fuhren die fünf Fahrer geschlossen auf die Zielgerade vor dem Stade Vélodrome ein. In einem packenden Finish sicherte sich Cédric Vasseur seinen zweiten Etappensieg nach 1997 hauchdünn vor Sandy Casar und Michael Albasini. Hinter der ersten Gruppe erreichten die sechs zurückgefallenen Fahrer versprengt das Ziel. Das Peloton, in dem Sébastien Chavanel den Sprint um den zwölften Platz gewann, fuhr mit einem Rückstand von 10:36 Minuten über die Ziellinie.
In den vier Einzelwertungen gab es keine Wechsel auf den vorderen Positionen. Durch den großen Vorsprung der Ausreißer, unter denen sich mit Jens Voigt auch ein Fahrer des Team CSC befand, übernahm selbiges erstmals seit der 8. Etappe wieder die Führung in der Mannschaftswertung.
Vor dem Start der Etappe wurde der positive Dopingbefund des bereits ausgeschiedenen T-Mobile-Fahrers Patrik Sinkewitz bekannt. Sinkewitz war am 8. Juni bei einer Trainingskontrolle mit einem erhöhten Testosteronwert getestet worden. Daraufhin stiegen die deutschen öffentlich-rechtlichen Sender Das Erste und ZDF mit sofortiger Wirkung „bis zur Aufklärung des Falls Patrik Sinkewitz“ aus der Live-Berichterstattung der Rundfahrt aus.

## Zwischensprints
1. Zwischensprint in Oraison (Kilometer 82,5) (364 m ü. NN)
| Erster  | Cédric Vasseur | 6 P. und 6 s |
| Zweiter | Andrij Hrywko  | 4 P. und 4 s |
| Dritter | Paolo Bossoni  | 2 P. und 2 s |

2. Zwischensprint in Saint-Maximin-la-Sainte-Baume (Kilometer 154,5) (291 m ü. NN)
| Erster  | Staf Scheirlinckx | 6 P. und 6 s |
| Zweiter | Jens Voigt        | 4 P. und 4 s |
| Dritter | Paolo Bossoni     | 2 P. und 2 s |

## Bergwertungen
Côte de Châteauneuf-Val-Saint Donat, Kategorie 4 (Kilometer 57) (666 m ü. NN; 3,3 km à 3,1 %)
| Erster  | Marcus Burghardt    | 3 P. |
| Zweiter | Xavier Florencio    | 2 P. |
| Dritter | Jaroslaw Popowytsch | 1 P. |

Côte de Villedieu, Kategorie 4 (Kilometer 93) (384 m ü. NN; 1,1 km à 5,2 %)
| Erster  | Patrice Halgand   | 3 P. |
| Zweiter | Staf Scheirlinckx | 2 P. |
| Dritter | Jens Voigt        | 1 P. |

Côte des Bastides, Kategorie 3 (Kilometer 201,5) (352 m ü. NN; 7,5 km à 2,9 %)
| Erster  | Patrice Halgand  | 4 P. |
| Zweiter | Michael Albasini | 3 P. |
| Dritter | Sandy Casar      | 2 P. |
| Vierter | Jens Voigt       | 1 P. |

Col de la Gineste, Kategorie 3 (Kilometer 219,5) (326 m ü. NN; 7,5 km à 3,2 %)
| Erster  | Patrice Halgand  | 4 P. |
| Zweiter | Jens Voigt       | 3 P. |
| Dritter | Michael Albasini | 2 P. |
| Vierter | Cédric Vasseur   | 1 P. |